# Mimicry
La notion de mimicry peut être traduite par celle de mimétisme. 
Roger Caillois, dans son ouvrage Les Jeux et les Hommes, la définit comme le fait de « devenir soi-même un personnage illusoire et se conduire en conséquence », c’est-à-dire jouer un rôle.
Il cite comme exemples de jeux faisant appel à la notion de mimicry, les imitations enfantines, les poupées et panoplies ou encore les arts du spectacle.